# Khumdžung
Khumdžung (také Khumjung) je vesnice v severovýchodním Nepálu v oblasti Khumbu. Obec leží v nadmořské výšce 3790 m n. m. a nachází se v blízkosti hory Khumbila.
Khumdžung disponuje moderními komunikacemi, jako je internet, mobilní a pevné telefony. Je také sídlem výboru pro rozvoj vesnice Khumdžung, mezi něž patří i vesnice Kunde, Khumdžung, Tengboče (Tyangboche), Pangboče, Pheriče, Dole, Čharčung, Mačhermo, Lobuče, Dingboče a Gokyo.
Od roku 2011 mělo populaci 1912 lidí žijících v 551 domácnostech. Škola Khumdžung byla postavena Edmundem Hillarym v roce 1961. Škola začala jako dvě učebny, ale nyní se stará o předškolní a základní vzdělání více než 350 studentů.

VDC Khumdžung - Vesnice a vesničky
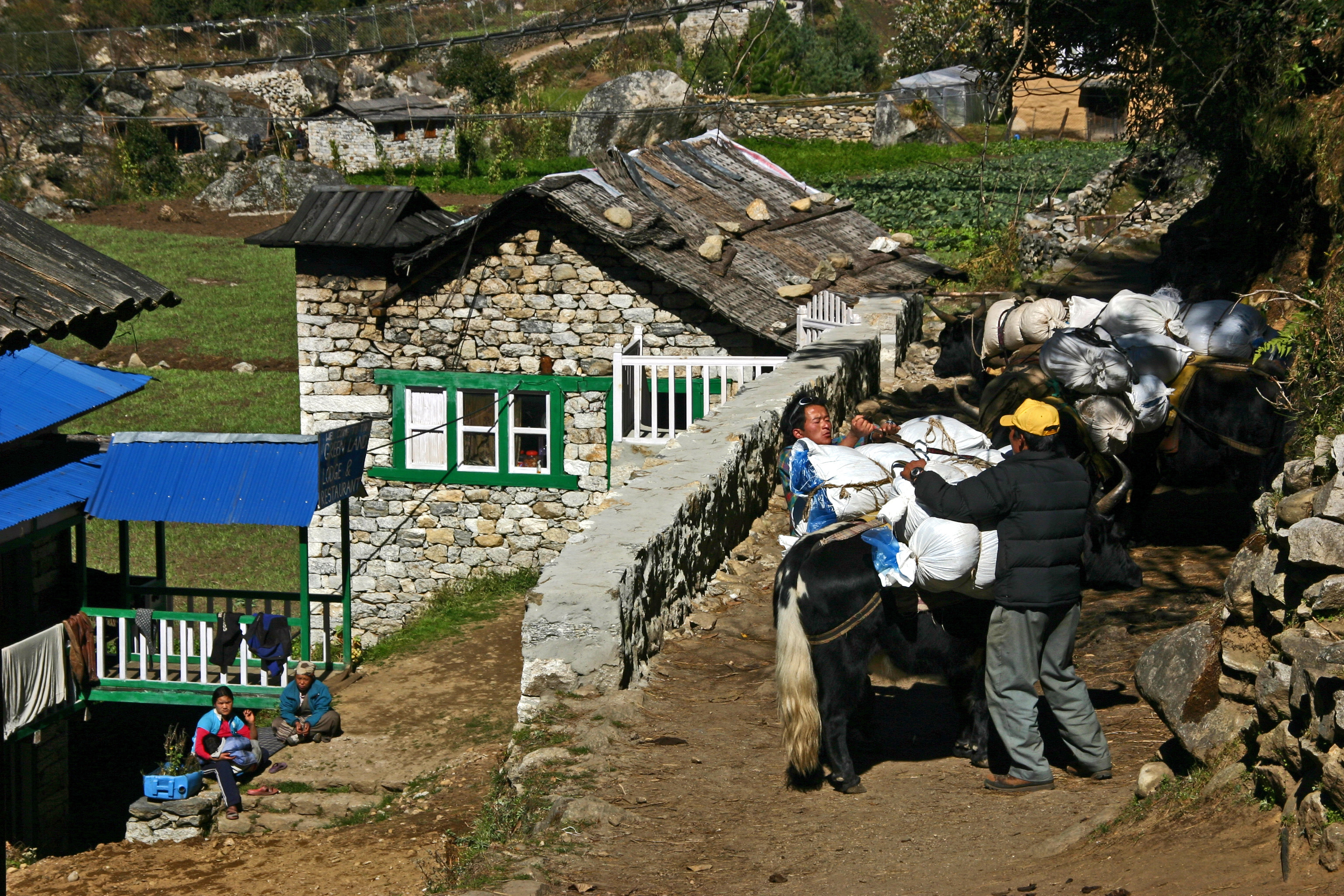
Jorsale
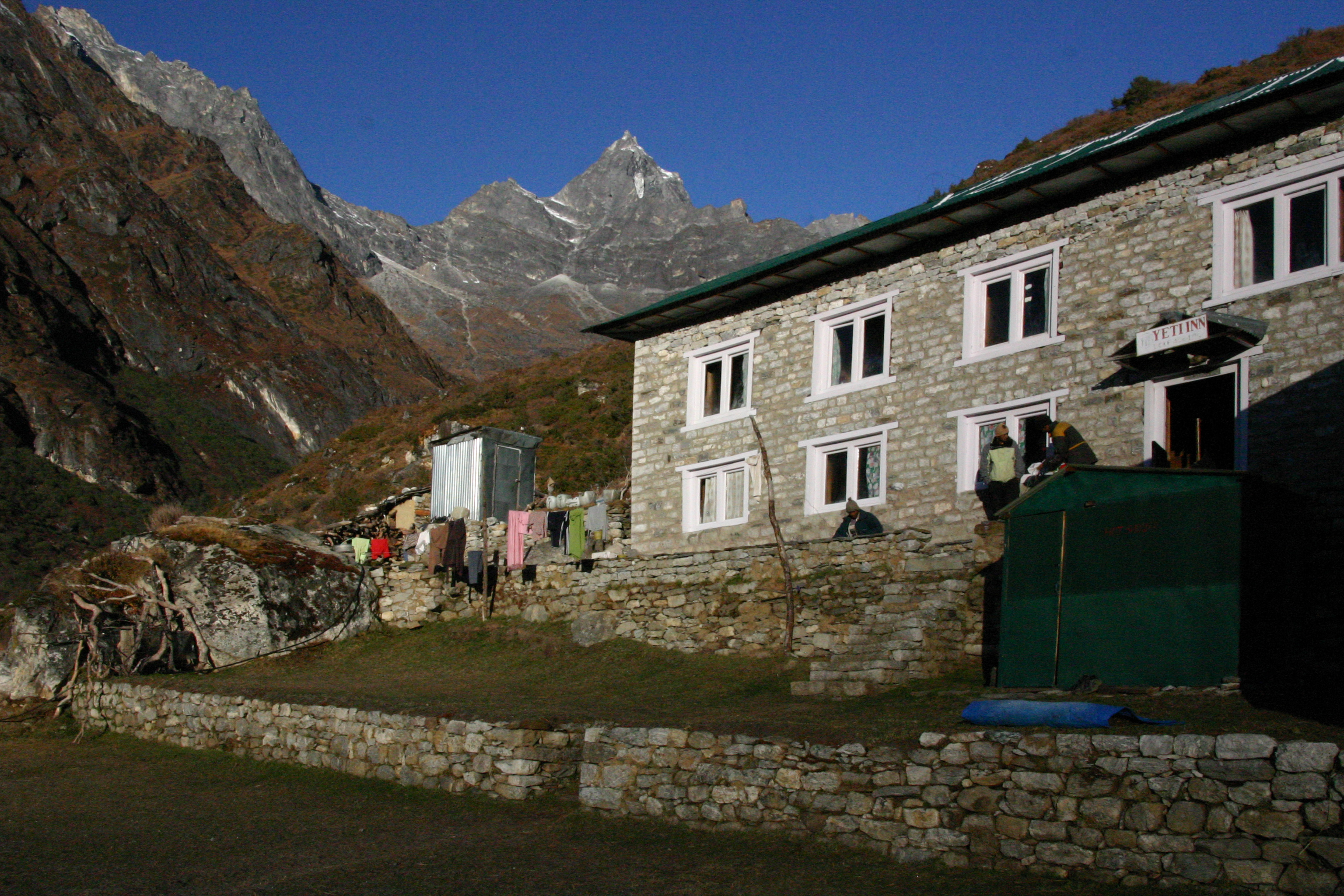
Dhole
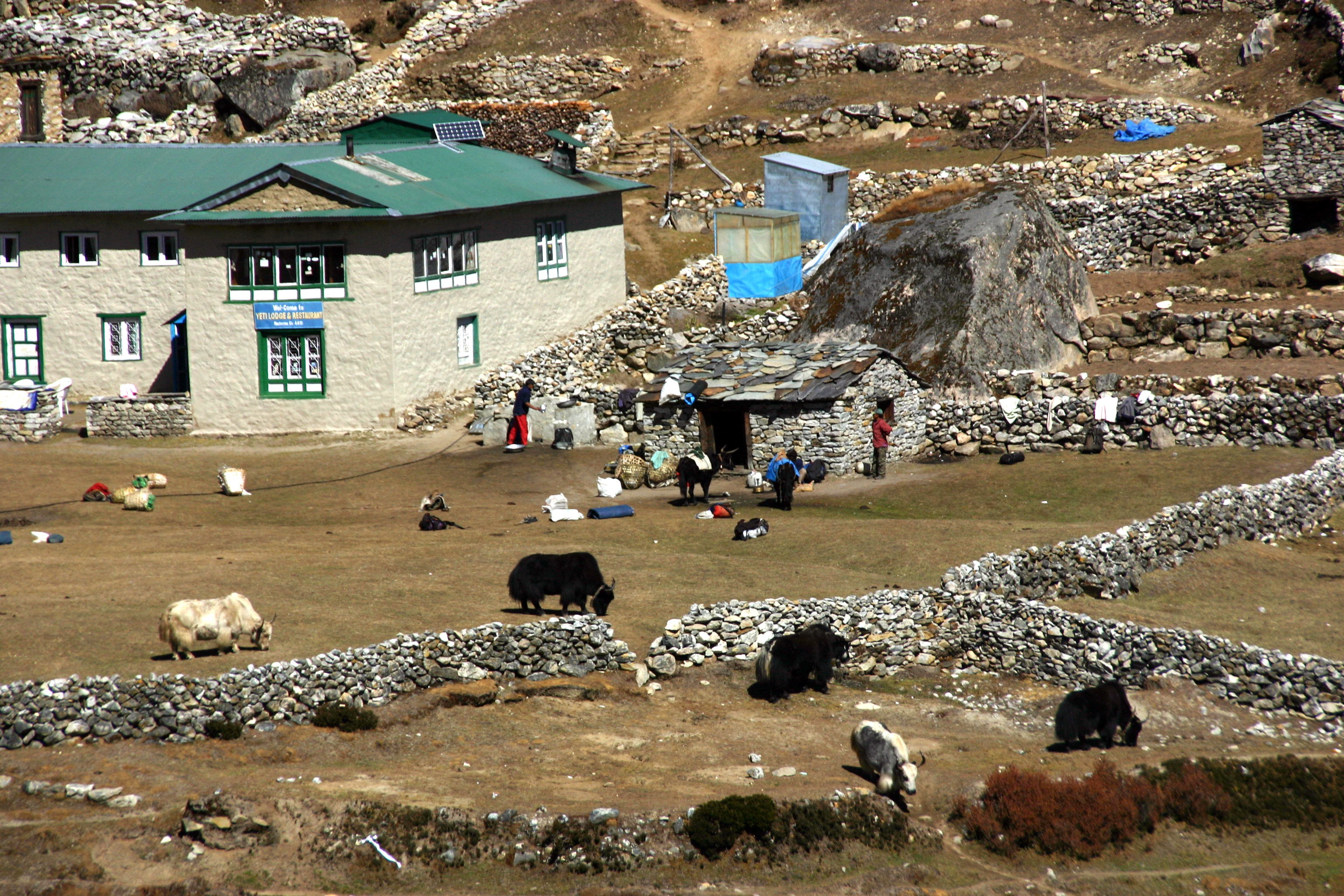
Machhermo
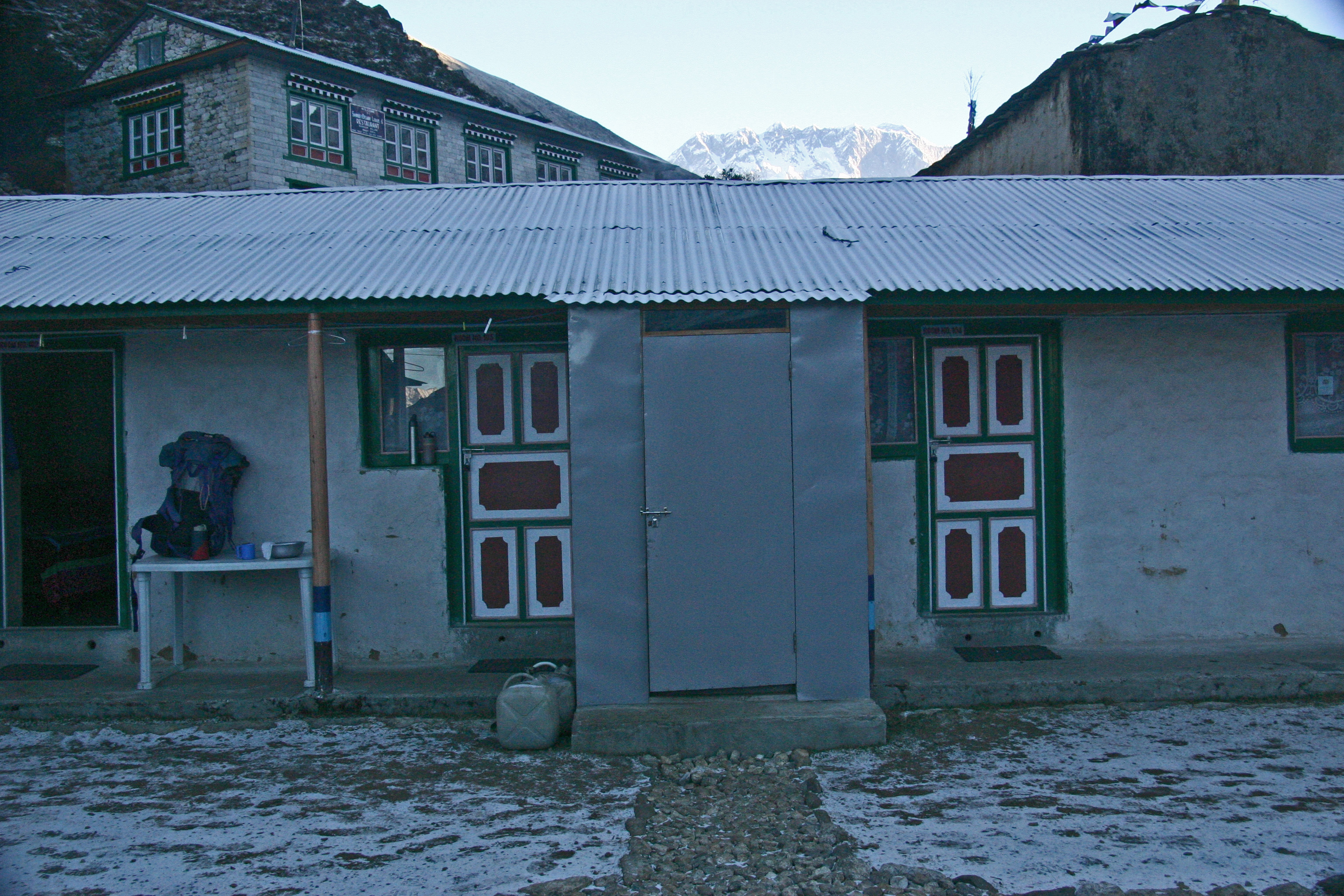
Dingboche
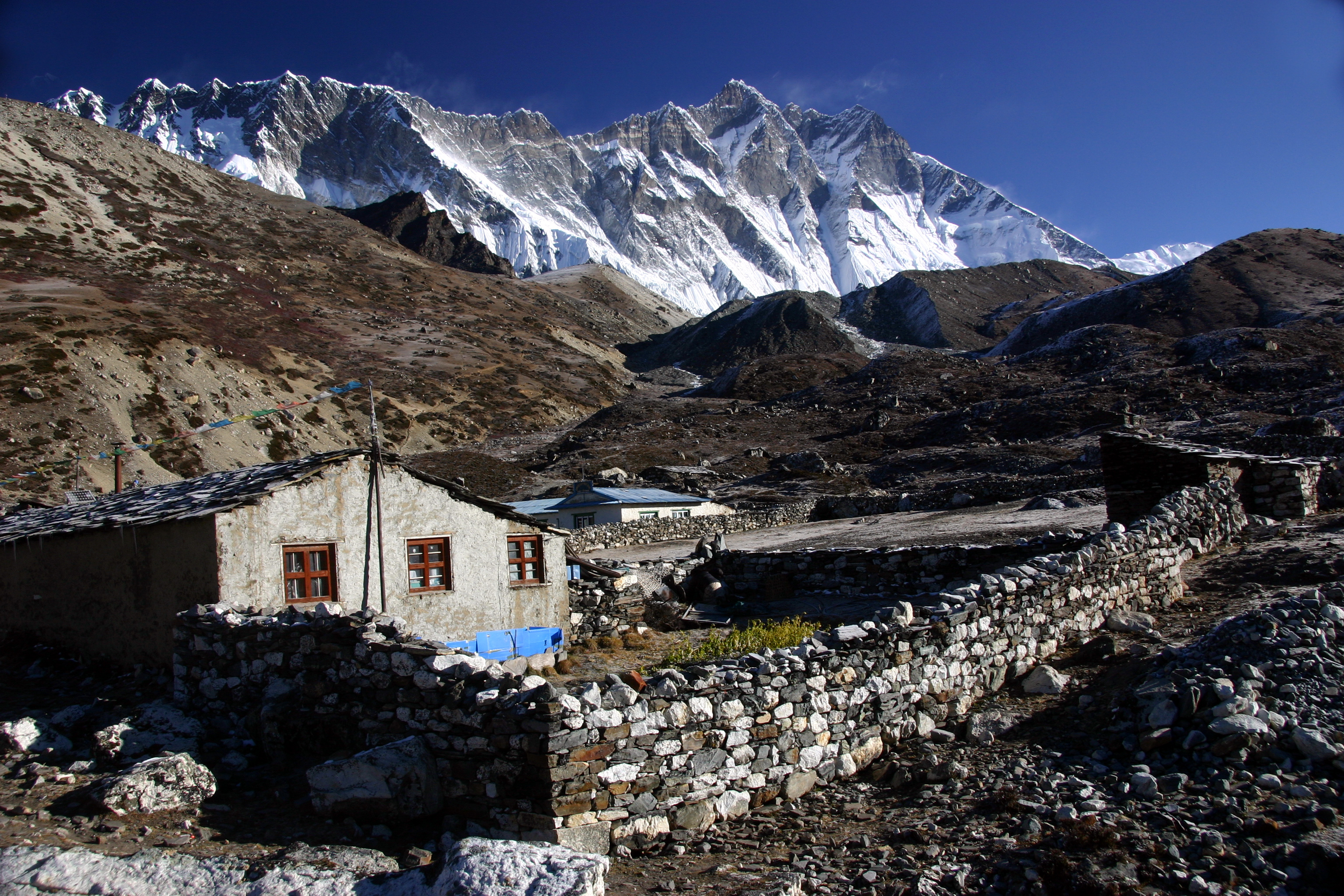
Chhukung
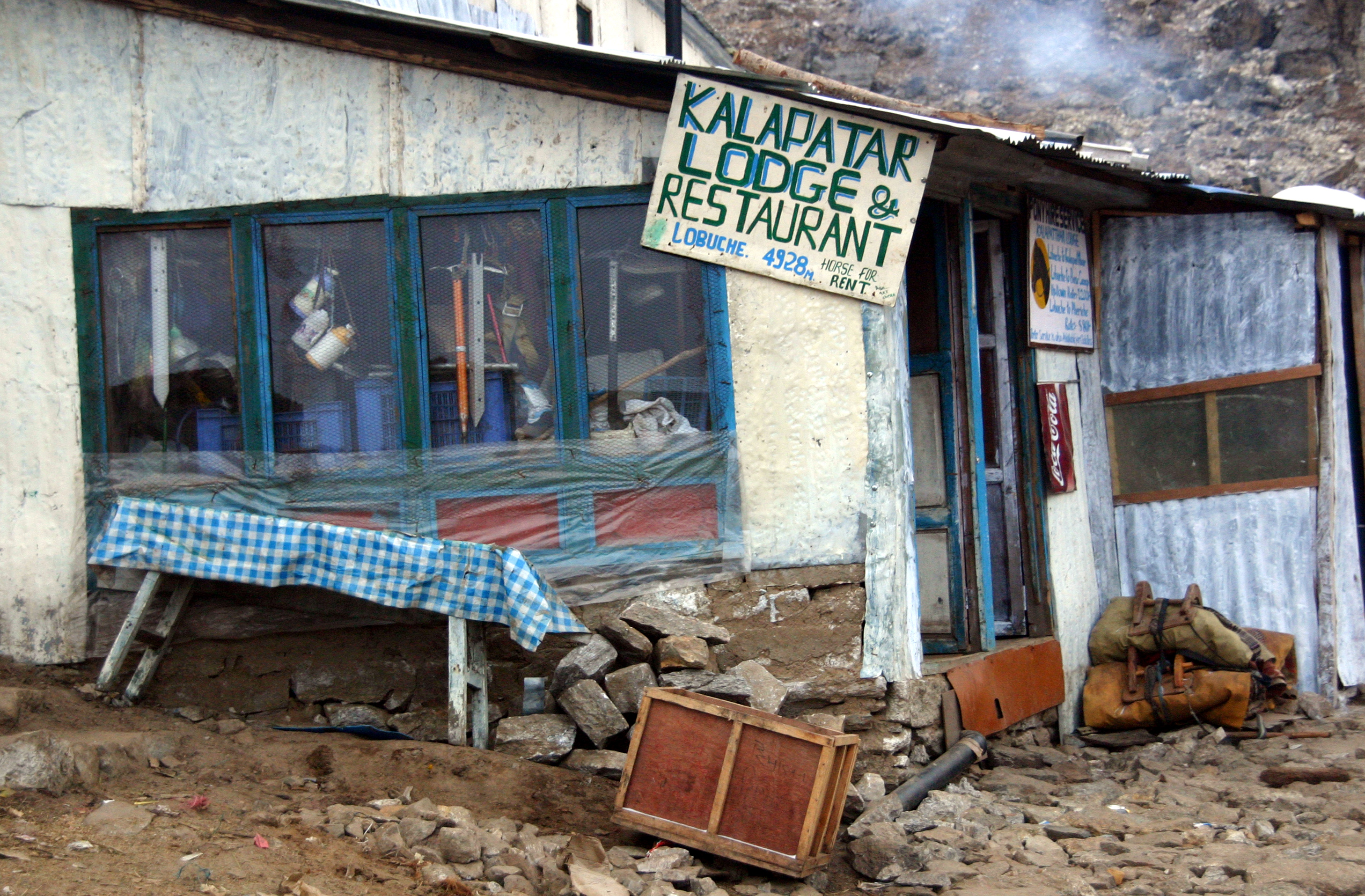
Lobuche
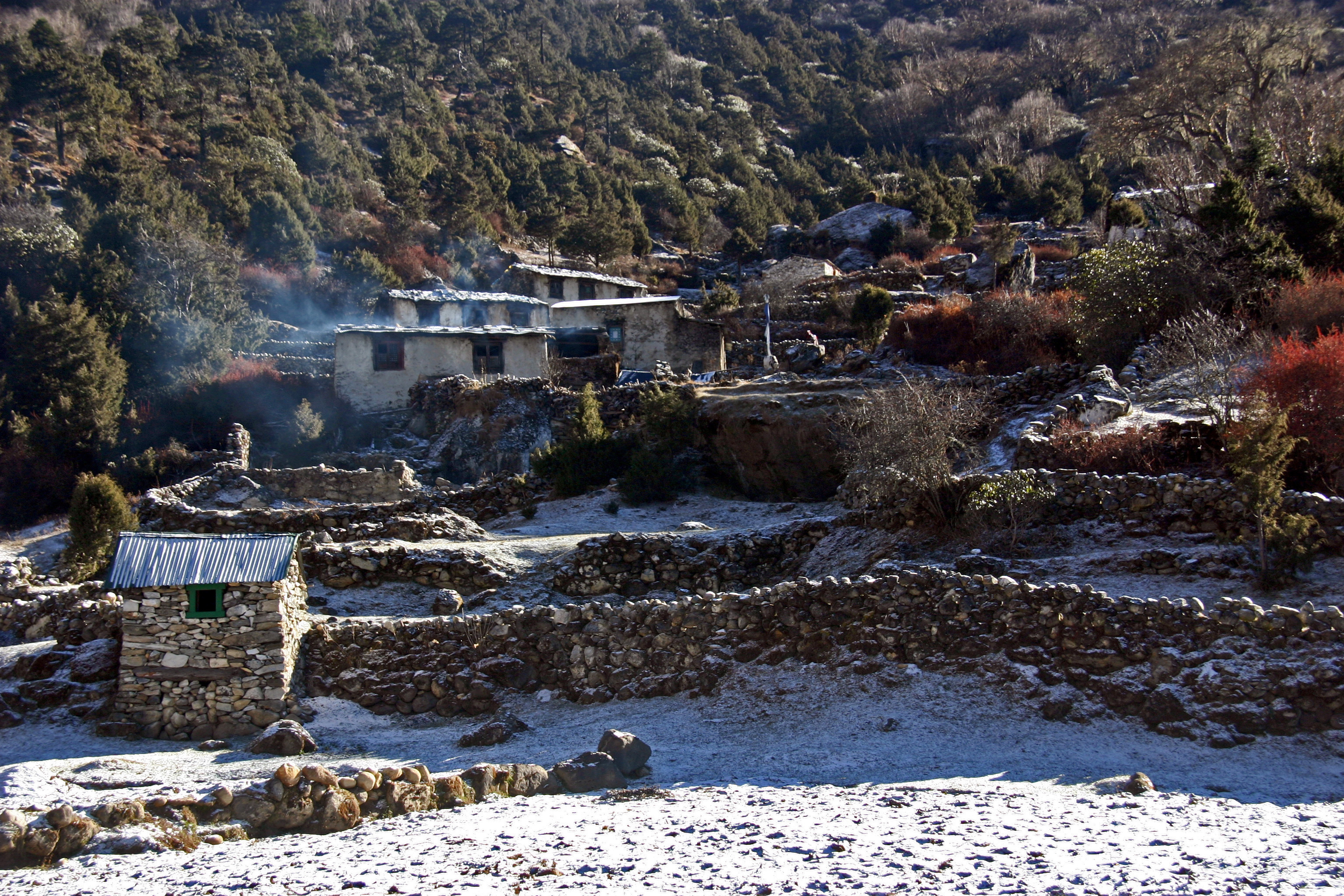
Deboche
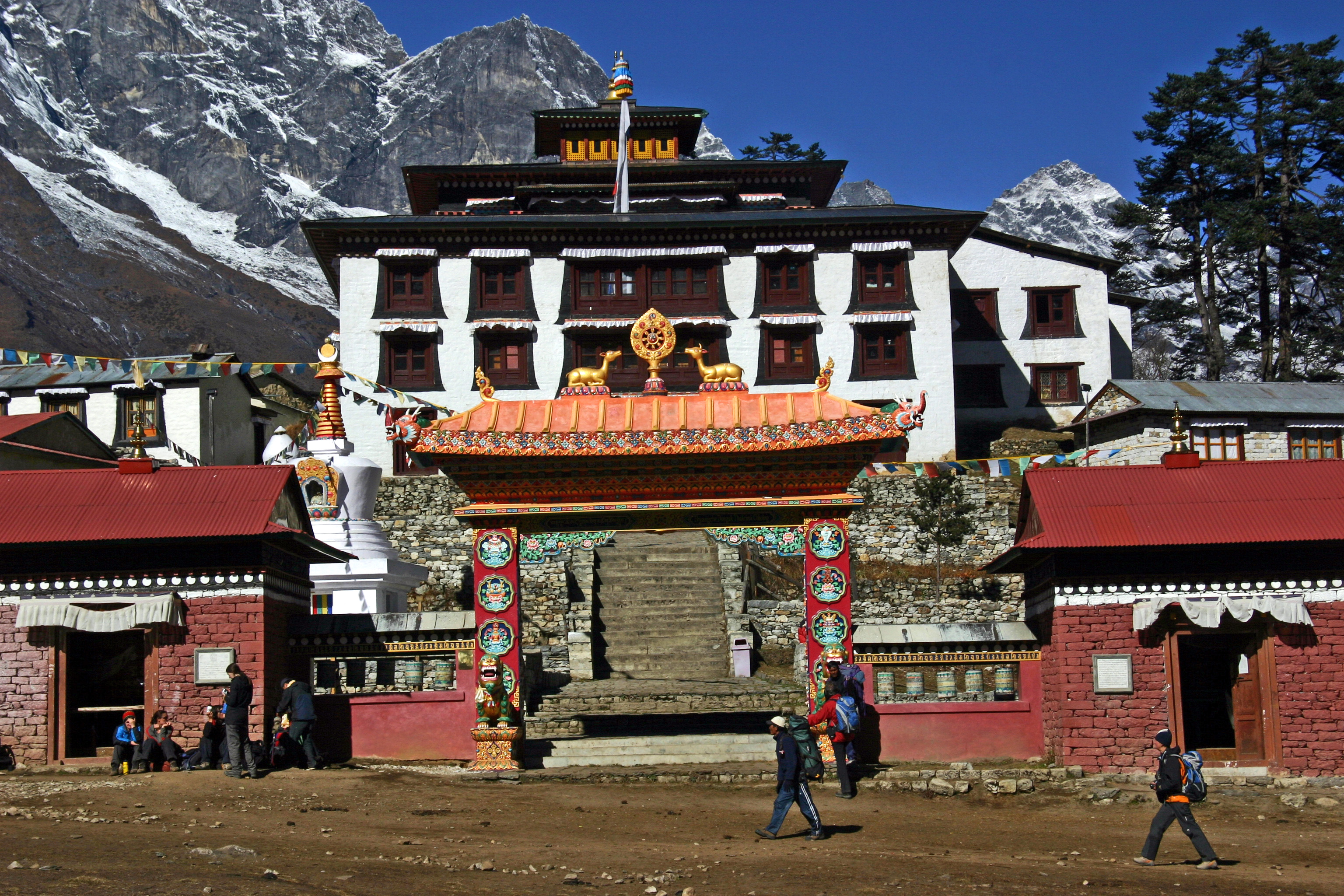
Tengboche